# Steinmetz János
Steinmetz János (Budapest, 1947. október 15. – Budapest, 2007. május 9.) olimpiai bronzérmes és Európa-bajnok magyar vízilabdázó, jogász.

## Pályafutása
1961-ben kezdett vízilabdázni a Vasas színeiben. 1963-ban a Ferencvároshoz került. 1965-ben magyar bajnokságot nyert. 1968-ban tagja volt az olimpián bronzérmet szerzett vízilabda-válogatottnak. 1970-ben ezüstérmes volt az Európa-bajnokságon. 1973-ban a moszkvai universiaden ötödikként végzett. A következő évben KEK-győztes volt a Ferencvárossal. 1977-ben Európa-bajnok, Szuper kupa- és KEK-győztes volt. 1979-ben szerezte harmadik KEK elsőségét. 1981-ben az OSC-hez igazolt.
Edzőként 1984 és 1987 között a magyar utánpótlás válogatottakkal foglalkozott. 1987-ben a felnőtt válogatott segédedzője lett. Ezt a posztot 1989-ig töltötte be.
2003-ban Szenior Európa-bajnokságot nyert.

## Díjai, elismerései
- A Ferencvárosi TC örökös bajnoka (1974)

## Családja
Felesége Varga Mária kosárlabdázó. Fiai Steinmetz Barnabás és Steinmetz Ádám olimpiai bajnok vízilabdázók.

## Emlékezete
- Steinmetz János-vándordíj[1]